# Palmera
Palmera – gmina w Hiszpanii, w prowincji Walencja, we wspólnocie autonomicznej Walencja, o powierzchni 0,98 km². W 2011 roku liczyła 1022 mieszkańców.